# Kelda (cómic)
Kelda es un personaje ficticio que aparece en los cómics estadounidenses publicados por Marvel Comics. Ella es una Asgardiana presentada por primera vez en Thor vol. 3 #6 (febrero de 2008). Kelda es una creación original de J. Michael Straczynski, no basada en la mitología nórdica. Se la ve con mayor frecuencia en compañía de su amante humano, Bill.

## Biografía ficticia
No se sabe mucho sobre Kelda antes de los eventos de Ragnarök, ella es una de los muchos asgardianos que Thor resucitó después de que él recrea a Asgard en Oklahoma. Se la ve por primera vez caminando sola, disfrutando de la noche de Oklahoma donde conoce a Bill, un cocinero de corto plazo en un restaurante local. Bill luego visita a Kelda en Asgard, la pareja rápidamente se enamora y consuma su relación.
Después de que Loki logra exiliar a Thor de Asgard, manipula a Balder, ahora rey, para que traslade a Asgard a Latveria. Kelda luego le informa a Bill que desea irse con su gente y Bill decide ir con ella. En Latveria, Bill se da cuenta de que Loki ha engañado a Balder para que traslade a Asgard a la casa del Dr. Doom y advierte a Balder de sus sospechas, que son escuchadas por tres de los seguidores de Loki. Los tres siguen a Bill afuera para confrontarlo, cuando Kelda aparece y conjura una lanza hecha de hielo de una tormenta invernal que pasa para que Bill la use para defenderse. Kelda les dice a los tres que la lanza es venenosa y que un corte podría matarlos, lo que los hace huir.
Después de la escaramuza, las sospechas de Bill aumentan y, sabiendo que ella no puede frenar su curiosidad, Kelda le da a Bill una espada y le dice que vaya a investigar. Al llegar a Castle Doom, Bill espía a Loki y Doom experimentando con un asgardiano secuestrado. Sintiendo a Bill, Loki envía a sus seguidores a matar a Bill. Balder llega a la escena justo cuando Bill es herido de muerte y mata a los atacantes de Bill. Balder lleva el cuerpo de Bill de regreso a su campamento. Allí Kelda es informada de la muerte de su amado.
Incapaz de ser consolada, Kelda enfurecida regresa al Castillo Doom y después de un breve intercambio con el Dr. Doom, lo golpea con un rayo. Sin embargo, esto resulta ser solo un señuelo robótico. Kelda sigue un cable de alimentación desde el señuelo hasta el castillo, donde es atacada por el verdadero Dr. Doom. Doom le dice a Kelda que está usando el poder de los asgardianos para crear su propio ejército inmortal y luego la mata quitándole el corazón.
Mientras tanto, Balder reúne a su ejército para asediar al Castillo Doom. Loki también ingresa al campamento de Agardianos para reclamar su inocencia por los eventos anteriores, pero es arrestado. Los asgardianos se dirigen al castillo donde se encuentran con el nuevo ejército de Doom, una síntesis de asgardianos secuestrados y máquinas. Thor, habiendo escuchado el llamado a las armas de los asgardianos, llega y se une a la batalla. Doom, al no tener más uso de Kelda, arroja su cuerpo a los asgardianos. Loki le dice a Balder que puede revivirla si tiene su corazón. Balder está de acuerdo y libera a Loki. Thor se ofrece como voluntario para recuperar el corazón del interior del castillo, pero es detenido por la propia versión de Doom de la Armadura Destructor. Balder luego asume la tarea y encuentra el corazón y los cuerpos mutilados de otros asgardianos que se utilizan para alimentar al Destructor. Balder remata a los asgardianos mutilados, lo que debilita la armadura que le permite a Thor destruirla. Balder le lleva el corazón a Loki, quien luego puede revivir a Kelda.
Kelda trae la noticia de la muerte de Bill a sus padres. Más tarde ellos le piden que los deje en paz; pero finalmente lo hace porque las fuerzas de Norman Osborn han amenazado a los padres de Bill para intentar capturarla. Después de la destrucción de Asgard después del Asedio, Kelda es llevada al Salón de los Guerreros en Valhalla. Está sacudido y dañado, pero aún lleno de las almas jubilosas de los muertos, que incluye a Bill. Kelda intenta contactarlo pero no puede. Ella jura amarlo todavía, a pesar de su muerte y su vida.
Más tarde, Kelda descubre el plan de la Reina Norn Karnilla para aprovechar la nueva estructura de poder de Asgardia. Para encubrir esto, Karnilla mata a Kelda con una piedra. A Kelda se le permite entrar en Valhalla, donde se reencuentra con su amado Bill. Su matrimonio, celebrado en Valhalla, es interrumpido por la quema del Árbol del Mundo. El rey Volstagg pide refuerzos a Valhalla contra sus enemigos, las legiones de Surtur y Vanaheim. Kelda y Bill están al frente de este ataque.

## Poderes y habilidades
Kelda comparte poderes comunes entre todos los asgardianos, incluida una mayor fuerza, durabilidad y longevidad (a través del consumo periódico de las manzanas doradas de Idunn).
Kelda también tiene el poder de manipular el clima. En Thor #602, Kelda declaró que ella controla "el viento y la tormenta" e invocó una lanza de hielo venenosa de una tormenta de invierno. En Thor Giant-Sized Finale, reveló que su nombre era Kelda Stormrider y demostró el poder de volar al convertir la parte inferior de su cuerpo en un tornado. En Thor # 604, Kelda convocó una tormenta eléctrica y generó un rayo para destruir el doble robótico del Dr. Doom.